# هنري هاربر (قسيس)
هنري هاربر (بالإنجليزية: Henry Harper)‏ هو قسيس نيوزيلندي، ولد في 1833، وتوفي في 1922.